# 斑头大翠鸟
斑头大翠鸟（学名：Alcedo hercules）为翠鸟科翠鸟属的鸟类。在中国大陆，分布于云南、海南等地。食物以小鱼为主，也吃一些甲壳类和水生昆虫及其幼虫。该物种的模式产地在印度。